# 16110 Паґанетті
16110 Паґанетті (16110 Paganetti) — астероїд головного поясу, відкритий 28 листопада 1999 року.
Тіссеранів параметр щодо Юпітера — 3,564.